# معركة بحر بسمارك
وقعت معركة بسمارك البحرية (2-4 مارس/آذار 1943) خلال الحرب العالمية الثانية في منطقة جنوب غرب المحيط الهادي. وأثناء المعركة، هجمت طائرات القوات الجوية الأمريكية والقوات الجوية الملكية الأسترالية على قافلة يابانية تحمل العسكر إلى لاي، غينيا الجديدة، مما أدى إلى تدمير معظم قوات المهام وتكبدت القوات اليابانية خسائر فادحة.
كان تحرك القافلة اليابانية نتيجة لقرار المقر العام للإمبراطورية اليابانية في ديسمبر/كانون الأول 1942، لتعزيز وضعهم جنوب غرب المحيط الهادي. وُضعت الخطة لنقل حوالي 6900 جندي مباشرةً من رابول إلى لاي. كان من الواضح أن تنفيذ الخطة محفوفًا بالمخاطر، وذلك بسبب وجود القوات الجوية المتحالفة المنيعة في المنطقة. إلا أنه كان لا بد من تنفيذها، وإلا اضطر الجنود أن يسيروا خلال مستنقع آسن، ثم يعبرون جبلًا، وصولًا إلى غابة ليس بها طرق محددة للسير. خرجت القافلة من ميناء سيمبسون برابول يوم 28 فبراير/شباط 1943، تشمل ثمان مدمرات ومثلهن من ناقلات الجنود ومشيعة بحوالي مائة طائرة مقاتلة.
كشف الحلفاء استعدادات القافلة وفك محللو الشيفرات البحريين في ملبورن (FRUMEL) وواشنطن، العاصمة، وترجموا الرسائل التي تتضمن الوجهة المعنية للقافلة وتاريخ الوصول. طورت القوات الجوية المتحالفة تقنيات مستحدثة، تلك التي أملوا أن تعمل على تحسين فرصهم في القيام بهجمات جوية موفقة على السفن. كشف الحلفاء القافلة وتعقبوها سرًا، ثم تعرضت لهجوم جوي مطرد خلال الثالث والرابع من مارس/آذار 1943. وكانت الهجمات المتابعة بسفن PT والطائرات، في الرابع من مارس/آذار. غرقت ناقلات الجنود جميعها وأربعة من المدمرات المشيعة لهم. ولم يصل إلى لاي من كامل عدد الجنود (6900) الذين كان لوجودهم في غانا الجديدة حاجة ماسة، سوى 1200 جندي. ثم أنقذت المدمرات والغواصات 2700 جندي آخر وأرجعتهم إلى رابول. لم يقم اليابانيون بأية محاولات أخرى لتحصين لاي بالسفن، مما أدى إلى عرقلة جهودهم التي بائت بالفشل لوقف الهجمات على غينيا الجديدة.

## خلفية المعركة

### هجمات الحلفاء
حققت الولايات المتحدة نصرًا استراتيجيًا في معركة ميدواي، بعد ستة أشهر من هجوم اليابان على بيرل هاربر في ديسمبر/كانون الأول 1941. قامت الولايات المتحدة وحلفاؤها بالخطوة الأولى، حيث وصلن إلى غوادالكانال بجزر سليمان الجنوبية في شهر أغسطس/آب 1942، بادئة حملتهن في جزر سليمان. انتهت المعركة في جوادالكانال بنصر الحلفاء وانسحاب القوات اليابانية من الجزيرة في بداية شهر فبراير/شباط 1943. صدت القوات الأسترالية والأمريكية في غينيا الجديدة، هجوم اليابانيين على طول درب كوكودا. وخلال متابعة الحلفاء للهجوم، استولوا على بونا-جونا، حيث دمروا القوات اليابانية في تلك المنطقة.
كان الهدف الأساسي لهجمات الحلفاء المضادة على غينيا الجديدة وجزر سليمان، هو الاستيلاء على القاعدة اليابانية الرئيسة برابول في جزيرة نيو بريتين، مما عرف بعد ذلك بعملية كارتويل؛ وإفساح المجال لاستعادة الفليبين. وبعد أن أدركت اليابان ذلك الخطر، واصلت إرسال تعزيزات برية وبحرية وجوية إلى المنطقة، في محاولة للتحقق من تقدم زحف الحلفاء.

### مخطط اليابان
أعادت اليابان النظر في التقدم الذي أحرزه الحلفاء في معركتي جوادالكانال وبونا-جونا في ديسمبر/كانون الأول عام 1942، وواجهت احتمالية عدم مقدرتها على السيطرة على الموقفين. وهكذا، اعتزم المقر العام للإمبراطورية اليابانية أن يتخذ إجراءات لتدعيم موقف اليابان في منطقة جنوب غرب المحيط الهادئ، عن طريق إرسال الشعبة 20 بقيادة الفريق أوكي، من كوريا إلى جوادالكانال؛ والشعبة 41 بقيادة الفريق آبي، من الصين وحتى رابول. أمر الفريق هيتوشي إيمامورا- قائد جيش المنطقة الثامنة الياباني في رابول- الجيش الثامن عشر بقيادة الفريق أداتشي، أن يؤمنوا مادانغ ويواك وتولوفو بغينيا الجديدة. وفي التاسع والعشرين من ديسمبر/كانون الأول، أمر أداتشي فوج المشاة 102 ووحدات أخرى تحت قيادة اللواء تورو أوكابي -قائد مجموعة مشاة الشعبة 51- بالتحرك من رابول إلى لاي والتقدم بداخلها للاستيلاء على ياو بغينيا الجديدة. وبعد صدور قرار إخلاء جوادالكانال في الرابع من يناير/كانون الثاني، قام اليابانيون بتحويل أولوياتهم من جزر سليمان لغينيا الجديدة، وقرروا إرسال الشعبتين 20 و41 إلى يواك.

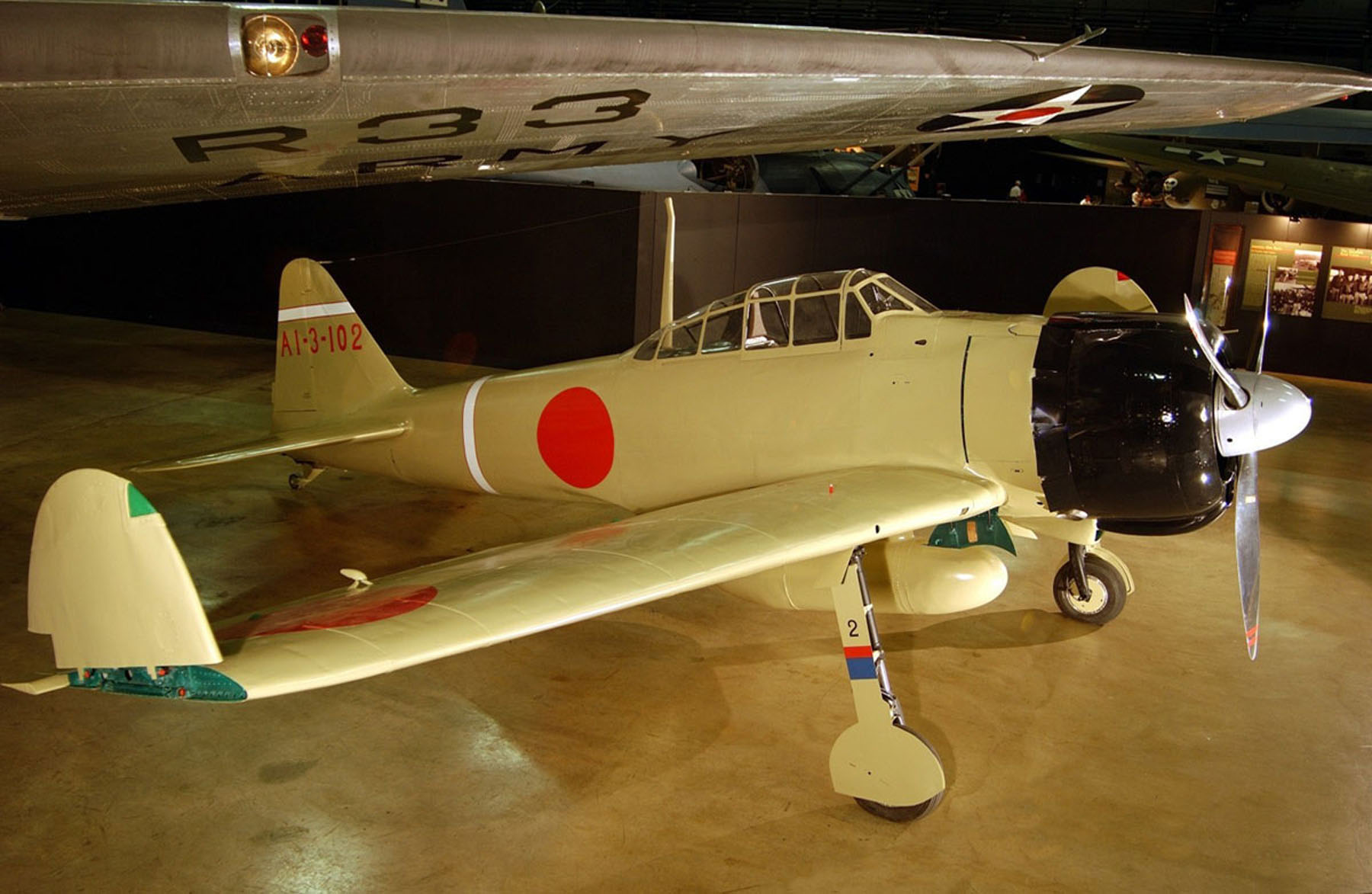

و في الخامس من يناير/كانون الثاني 1943، انطلقت القافلة التي تتكون من خمس مدمرات، ومثلهن من ناقلات الجنود، التي تحمل قوات أوكابي، من رابول إلى لاي. وبعد تلقي تحذيرًا من ألترا، قامت طائرات القوات الجوية التابعة لجيش الولايات المتحدة (USAAF)، والقوات الجوية الملكية الأسترالية(RAAF) برصد القافلة، وتعقبها، ثم الهجوم عليها، حيث كان للسحب المنخفضة والطائرات المقاتلة اليابانية. دورُ في تغطية القافلة. ادعى الحلفاء أنهم قد أسقطوا تسعٍ وستين طائرة يابانية، في مقابل عشرة طائرات تابعة للحلفاء. أغرقت كونسوليديتد بي بي واي كاتالينا، التابعة للقوات الجوية الملكية الأسترالية، ناقلة الجنود Nichiryu Maru. أنقذت المدمرات سبعمائة وتسعة وثلاثين جنديًا من أصل ألف ومائة، إلا أن السفينة قد أخذت الإمدادات الطبية جميعها التي تخص قوات أوكابي. دمر ميتشل B-25 الأمريكي الشمالي التابع للقوات الجوية لجيش الولايات المتحدة، في لاي، ناقلة جنود أخرى Myoko Maru، على نحو سيئ، حتى كان لا بد من سحبها إلى الشاطئ. ومع ذلك، نجحت القافلة في الوصول إلى لاي، وإنزال جنودها على اليابسة، في السابع من يناير/كانون الثاني، ولكن هُزمت قوات أوكابي في معركة ياو.
هبطت معظم الشعبة 20 من وسائل النقل البحرية فائقة السرعة إلى يواك، في 19 يناير/كانون الثاني 1943. ثم تبعتها غالبية الشعبة 41 في 12 فبراير/شباط. وضع إيمامورا، ونائب الاميرال جونيتشي ميكاوا - قائد أسطول منطقة جنوب شرق – خطة لنقل مركز قيادة مقر الجيش الثامن عشر الياباني، والجسم الرئيسي للشعبة 51 من رابول إلى لاي في الثالث من مارس/آذار، ثم نقل المتبقي من الشعبة 20 إلى مادانغ في العاشر من مارس/آذار. كان من الواضح أن تنفيذ الخطة محفوفًا بالمخاطر، وذلك بسبب وجود القوات الجوية المتحالفة المنيعة في المنطقة. عقد جهاز الجيش الثامن عشر نوعًا من ألعاب الحرب، التي توقعت خسائر تصل إلى أربع ناقلات جنود من أصل عشر، وما يتراوح بين ثلاثين وأربعين طائرة. وقدروا نسبة نجاح العملية بحوالي خمسين بالمائة. ومن ناحية أخرى، إذا هبط الجنود إلى مادانغ، سيسيرون حوالي مائة وأربعين ميلًا – أي ما يعادل مائتي وثلاثين كيلومترًا - خلال مستنقع آسن، ثم يعبرون جبلًا، وصولًا إلى غابة ليس بها طرق محددة للسير. ولتزويد المجموعة التي تضم ثلاث مقاتلات بحرية ومقاتلتي جيش، في المنطقة المخصصة لحماية القافلة، أرسل سلاح البحرية الياباني مؤقتًا، ثماني عشرة طائرة مقاتلة من مجموعة حاملة الطائرات زويهو، من تروك إلى كافيينج.

### استخبارات الحلفاء
سرعان ما بدأ الحلفاء في كشف الاستعدادات لانطلاق قافلة جديدة. شوهدت طائرة مائية يابانية من الطراز الذي يستخدم عادة كخفر لمضادات الغواصات وهي تتقدم إلى القوافل في السابع من فبراير/شباط 1943. أمر الجنرال جورج كيني، قائد القوات الجوية المتحالفة في منطقة جنوب غرب المحيط الهادئ، بزيادة دوريات الاستطلاع على رابول. وفي 14 من فبراير/شباط، التُقِطت صور جوية، أظهرت 79 سفينة في الميناء، بما في ذلك 45 سفينة تجارية وستة آخرين لنقل الجنود. كان من الجلي أن ثمة قافلة أخرى يتم تجهيزها، غير أن وجهتها لم تكن معروفة. وفي 16 فبراير/شباط، كان قد أنهى حلالو الشفرات البحريين في ملبورن (FRUMEL) وواشنطن، العاصمة فك تشفير وترجمة رسالة مشفرة تكشف عن نية اليابان في وصول القوافل إلى يواك ومادانغ ولاي. وفي وقت لاحق، فك حلالو الشفرات رسالة من الأسطول الجوي الياباني الحادي عشر، مفادها أن ثمة مدمرات وست ناقلات جنود ستصل إلى لاي في حوالي الخامس من مارس/آذار. وأشار تقرير آخر إلى أنها ستصل إلى لاي في 12 مارس/آذار. وفي 22 فبراير/شباط، أفادت طائرة استطلاع بوجود تسع وخمسين سفينة تجارية في ميناء رابول.
قرأ كيني هذا التقرير في مكتب القائد الأعلى لقوات الحلفاء في منطقة جنوب غرب المحيط الهادئ - اللواء دوغلاس ماك آرثر - في 25 فبراير/شباط. إن وجود 6900 جندي ياباني إضافي في منطقة لاي قد أزعج ماك آرثر إزعاجًا شديدًا، لأن ذلك قد يؤثر تأثيرًا خطيرًا على خططه للاستيلاء على المنطقة وتطويرها. أصدر كيني الأوامر، التي أُرسِلت عن طريق البريد، إلى العميد اينيس وايتهيد، نائب قائد سلاح الجو الخامس، وقائد النسق المسبق لها (ADVON) في غينيا الجديدة. وضمن ترتيبات القيادة غير العادية للقوات الجوية الخامسة، سيطرت وايتهيد على جميع أنواع وحدات القوات الجوية التابعة للحلفاء في غينيا الجديدة. وقد شمل ذلك وحدات RAAF، والتي اجتمعت تحت مسمى رقم 9 مجموعة العمليات الحربية RAAF، بقيادة العميد الجوي جو هيويت.
أعلم كيني وايتهيد بالتاريخ المقترح لوصول القافلة، وحذره حول الهجوم الجوي الياباني المعتاد قبل وصول القافلة. وحثه أيضًا على تقليل ساعات الطيران وذلك للسماح بضرب القافلة ضربة قوية، وأوعز له بنقل أكبر قدر ممكن من الطائرات بحيث تكون على مقربة من المطارات المحتلة حول دوبودورا، حيث لا يكونون عرضة لتقلبات الطقس على مدى أوين ستانلي. انتقل كيني جويًا إلى ميناء مورسبي في 26 فبراير/شباط، حيث التقى وايتهيد. فتش الجنرالان وحدات مقاتلة وقاذفة قنابل في المنطقة، واتفقا على مهاجمة القافلة اليابانية في مضيق فيتياز. عاد كيني إلى بريزبن في 28 فبراير/شباط.

## تكتيكات الحلفاء
وفي جنوب غرب المحيط الهادئ، كان القيام بحملة القصف الاستراتيجي التقليدية أمر غير وارد حدوثه بالمرة، حيث إن الأهداف الصناعية في اليابان تبعد كل البعد عن نطاق أكبر القاذفات الاستراتيجية التي تعمل من قواعد في أستراليا وغينيا الجديدة. ولذلك، كانت المهمة الرئيسة لقوات الحلفاء القاذفة للقنابل هي منع خطوط الإمداد اليابانية، وبالأخص الممرات البحرية. جاءت نتائج الجهود ضد القافلة اليابانية في يناير/كانون الثاني مخيبة للآمال؛ حيث أسفرت أربعمائة وستة عشر هجمة جوية عن غرق سفينتين فقط وتدمير ثلاثة، ومن الجلي أن التوقيت كان مناسبًا للقيام بتعديلات في التكتيكات. أوصى قائد السلاح الجوي بيل جيرينج، ضابط RAAF في طاقم كيني، وذو خبرة واسعة في العمليات البحرية الجوية، تتضمن كونه منتدبًا في أوروبا، بتعريض القوافل اليابانية لهجمات متعددة من ارتفاعات واتجاهات مختلفة في آن واحد.
قام الرائد بولس الأول «بابي» غن ورجاله في تاونسفيل، كوينزلاند، في مستودع إصلاح الأساطيل الحادي والثمانين، بتعديل بعض قاذفات القنابل الخفيفة في سلاح الجو الأمريكي دوغلاس A-20 هافوك عن طريق تركيب أربعة رشاشات .50 بوصة (12.7 مم) على مقدمتهم في سبتمبر/أيلول 1942. أُضيف اثنين 450-US-غالون (1,700 لتر؛ 370 عفريت غال) من خزانات الوقود، لإمداد الطائرات بالمزيد من الطاقة. ثم أُجرِيت محاولة في ديسمبر/كانون الأول 1942 لإنشاء طائرات هجوم بعيدة المدى عن طريق القيام بالشيء ذاته بقاذفة القنابل المتوسطة لتحويلها إلى «مدمرة تجارية»، ولكن تبين أن هذا الأمر سيكون أكثر صعوبة. وكانت النتيجة إنشاء طائرة ذات مقدمة ثقيلة، بالرغم من تزويد ذيلها بصابورة مصنوعة من الرصاص لموازنة الثقل، وكانت الاهتزازات الناجمة عن إطلاق النار من الرشاشات كافية لجعل المسامير تبرز من جسم الطائرة. أزيلت البنادق المزودة إلى ذيل الطائرة والأبراج المزودة إلى البطن، ولم تكن هذه الأبراج ذات فائدة تذكر، في حالة إذا كانت الطائرة تحلق على ارتفاع منخفض. سيُجرَّب في هذه المعركة تكتيكًا جديدًا، وهو وجود السفن المهاجمة B-25.
اعتمدت القوات الجوية المتحالفة كذلك تكتيكات أخرى مبتكرة. ففي فبراير/شباط 1942، بدأت RAAF تجربة القصف القافز، وهي تقنية يستخدمها البريطانيون والألمان ضد السفن. يتطلب الأمر تحليق القاذفات على مسافة بضع عشرات من الأقدام فوق مستوى سطح البحر في اتجاه الهدف، ثم تقوم القاذفات بإطلاق القنابل، التي ترتد بدورها على سطح الماء، وأخيرًا تنفجر إلى جانب السفينة المستهدفة، أو تحتها، أو فوقها تمامًا. وكان التفجير من على ارتفاع صاري السفينة تقنية مشابهة، حيث تقترب القاذفات من الهدف على ارتفاع منخفض، 200 إلى 500 قدم (61-150 م)، بسرعة حوالي 265-275 ميل في الساعة (426-443 كم / ساعة)، ثم تطلق القنبلة إلى ارتفاع الصاري، من 10 إلى 15 قدم (3,0-4,6 م) على بعد 600 متر (550 م) من الهدف. وقد يطلقون قنابلهم على بعد حوالي 300 متر (270 م)، حيث يهدفون إلى تصويبها على جانب السفينة مباشرةً. أثبتت معركة بسمارك البحرية أن هذا التكتيك كان أكثرهما نجاحًا. ولم تستبعد تقنية فيهما الأخرى، حيث إن بإمكان قاذف القنابل إسقاط قنبلتين؛ ترتد إحداهما على سطح الماء، وتُطلق الأخرى على ارتفاع صاري السفينة. ونُفِذت بعثات الممارسة ضد SS Pruth، سفينة الركاب التي ضحُلَت في عام 1923.
كان لسلاح الجو الخامس مجموعتين من قاذفات القنابل الثقيلة. وكانت مجموعة القصف الثالثة والأربعين مجهزة بحوالي خمسٍ وخمسين طائرة بوينغ بي-17 القلعة الطائرة. شهدت معظم هذه المعدات خدمة حربية شاقة على مدى الأشهر الستة الماضية، حيث انخفضت معدلات توافرها. تم تجهيز ما وصل مؤخرًا من مجموعة القصف التسعين كونسوليديتيد B-24 ليبريتورز، غير أن كان بها مشاكل في الصيانة. كان هناك ثمة مجموعتان متوستطان: مجموعة القصف الثامنة والثلاثين، المجهزة B-25 ميتشل، ومجموعة القصف الثانية والعشرين والمجهزة بمارتن B-26 مارودرز، إلا أن سربين من الأربعة الخاصين بالمجموعة الأولى تم تحويلهما إلى منطقة جنوب المحيط الهادئ، وتعرضت الأخيرة إلى الكثير من الخسائر، حتى أنها سُحِبَت إلى أستراليا ليعاد بناؤها.
كان هناك كذلك مجموعة خفيفة، ألا وهي مجموعة الهجوم الثالثة، المعدة بدوغلاس A-20 هافوك وB-25 ميتشل. كان ثمة عجزًا في عدد طائرات المجموعة، إلى جانب وجود نقص ملحوظ في أفراد الأطقم الجوية. ولتعويض نقص الأعداد، لجأ سلاح الجو الأمريكي لمساعدة RAAF. عُيِّنَت الأطقم الجوية الأسترالية في معظم طائرات المجموعة، والتي شغلت كل المناصب ماعدا منصب قائد الطائرة. وبالإضافة إلى استخدام الطاقم الجوي RAAF لأسراب طائرات سلاح الجو الأمريكي، كانت ثمة وحدات RAAF في منطقة بورت مورسبي. كان سرب طائرات RAAF رقم 30، الذي وصل إلى بورت مورسبي في سبتمبر/أيلول 1942، مجهزًا ببريستول Beaufighter. أثبتت كل من الطائرات والأسراب براعتها في الهجمات منخفضة المستوى. وكانت المجموعات المقاتلة الخامسة والثلاثين والتاسعة والأربعين كذلك في منطقة بورت مورسبي، حيث كانتا مجهزتان ببيل P-400، وكورتيس بيه-40 وارهوك، وطائرات مقاتلة لوكهيد P-38 لايتنغ. وكانت الأخيرة هي الوحيدة المناسبة لمرافقة البعثات بعيدة المدى.

## المعركة

### الهجمات الأولى
تجمعت القافلة اليابانية-التي تضم ثمانية مدمرات ومثلهن من ناقلات الجنود بمرافقة حوالي مائة طائرة مقاتلة-وغادرت من ميناء سيمبسون في رابول في 28 فبراير/شباط. وخلال عملية شهر يناير، سلكت القافلة مسارًا حيث أحاطت الساحل الجنوبي لبريطانيا الجديدة. وقد سهَّل ذلك توفير غطاءً جويًا، غير أن قربها من المطارات مكَّن القوات الجوية المتحالفة من مهاجمة كلٍ من القافلة والمطارات في الوقت عينه. ولكن هذه المرة، تم اختيار طريقًا على طول الساحل الشمالي، أملًا في خداع الحلفاء، إذ يظنون أن مادانغ هي وجهة القافلة. وكان يجب حينئذ على الهجمات الجوية المتحالفة أن تحلق في سماء بريطانيا الجديدة، حيث تسهل عملية المنع من القواعد الجوية اليابانية، غير أن المحطة الأخيرة من الرحلة بشكل خاص تتسم بالخطورة، وذلك بسبب تفاوض القافلة على مياه مضيق فيتياز المحدودة. وأطلق اليابانيون على القافلة «العملية 81.»
قامت المدمرات بنقل958 جنديًا، بينما حملت ناقلات الجنود 5954 جنديًا. كانت السفن محملة قتاليًا لتسريع عملية التفريغ في لاي. سافر قائد الجيش الياباني الثامن عشر الفريق هاتازو أداتشي على المدمرة Tokitsukaze، بينما انتقل قائد الشعبة الحادية والخمسين الفريق هيدميتسو ناكانو على متن المدمرة Yukikaze. وضع قائد الحراسة-اللواء ماساتومي كيمورا، لواء أسطول المدمرة الثالث- علمه على متن المدمرة Shirayuki. وكانت الخمس مدمرات الأخريات Arashio وAsashio وAsagumo وShikinami وUranami.رافقت المدمرات سبع ناقلات جنود (2716 طن) Aiyo Maru، و (950 طن) Kembu Maru، و (5493 طن) Kyokusei Maru، و (6494 طن) Oigawa Maru، و (3793 طن)Sin-ai Maru، و (2883 طن) Taimei Maru، و (6870 طن) Teiyo Maru. كانت ناقلة الجنود البحرية (8,125 طن) Nojima هي الوحيدة المحيطة بالقوات. نقلت جميع السفن الجنود، والمعدات والذخيرة، باستثناء Kembu Maru، التي حملت 1000 برميل من بنزين الطائرات وستمائة وخمسين برميل من أنواع أخرى من الوقود.
كانت القافلة تسير بسرعة 7 عقدة (8.1 ميلا في الساعة؛ 13 كم / ساعة)، ولم يتم اكتشاف أمرها لعدة أيام بسبب عاصفتين استوائيتين ضربتا جزر سليمان وبحار بسمارك في ما بين 27 فبراير/شباط و1 مارس/آذار، ولكن في حوالي الساعة الثالثة، ظهر اليوم الأول من شهر مارس/آذار، قام برصد القافلة طاقم الدوريات B-24 ليبريتور قاذفات القنابل الثقيلة. وقد أُرسِلَت ثماني طائرات B-17 القلاع الطائرة إلى الموقع، غير أانها فشلت في تحديد موقع السفن.
وفي فجر اليوم الثاني من مارس/آذار، هجمت قوة تتكون من ست طائرات RAAF A-20 Bostons على لاي للحد من قدرتها على تقديم الدعم. وفي حوالي الساعة العاشرة صباحًا، عثرت طائرة ليبريتور أخرى على القافلة. أقلعت ثماني طائرات B-17 للهجوم على السفن، وتبعتها عشرون طائرة أخرى بعد حوالي ساعة. وجدوا القافلة وهاجموها بحوالي 1000 رطل (450 كلغ) من القنابل، وعلى مسافة 5,000 قدم (1,500 م). وزعموا أنهم أغرقوا ثلاث سفن تجارية. غرقت Kyokusei Maru وهي تحمل 1200 من قوات الجيش، وتدمرت اثنتين من ناقلات الجنود، Teiyo Maru وNojima. تم تدمير ثماني طائرات مقاتلات يابانية، وتضررت ثلاثة عشر طائرة أخرى في معركة ذلك اليوم.
التقطت المدمرتان Yukikaze وAsagumo تسعمائة وخمسين من الناجين من Kyokusei Maru من الماء. انفصلت المدمرتان عن المجموعة لإنزال الناجين في لاي، لأنهما كانتا أسرع من القافلة حيث حثتها ناقلات الجنود الأبطأ على الإسراع. وفي اليوم التالي، استأنفت المدمرات مهام الحراسة الخاصة بها. تعرضت القافلة-من دون ناقلة الجنود ومدمرتين-لهجوم آخر مساء اليوم الثاني من مارس/آذار بفعل إحدى عشر طائرة B-17، مما أسفر عن حدوث أضرار طفيفة لناقلة جنود واحدة. وأثناء الليل، تولت القوارب الطائرة PBY كاتالينا من سرب RAAF رقم 11 مهمة التظليل على القافلة.

### الهجمات الأخرى
في الثالث من مارس/آذار، كانت القافلة داخل منطقة القاعدة الجوية في خليج ميلن، وانطلقت من هناك ثماني قاذفات طوربيد بريستول بوفورت من سرب RAAF رقم 100. وبسبب سوء الأحوال الجوية، لم يعثر على القافلة إلا اثنتان من قاذفات الطوربيد ولم تصبها أي منهما، إلا أن الطقس تحسَّن بعد أن أحاطت قاذفات الطوربيد بشبه جزيرة هون. انطلقت قوة تتألف من تسعين طائرة من الحلفاء من مطار مورسبي، حيث توجهت إلى كيب وارد هانت، في حين هاجمت اثنان وعشرون طائرة A- 20 Bostons من سرب RAAF رقم 22 قاعدة المقاتلة اليابانية في لاي، مما أدى إلى تقليل التغطية الجوية على القافلة. واستمرت الهجمات على القاعدة طوال اليوم.
وفي تمام الساعة العاشرة، وصلت 13 طائرة B-17 إلى القافلة وأطلقت القنابل من على ارتفاع متوسط يبلغ 7000 قدم، مما حمل السفن على بدء المناورة، التي فرقت تشكيل القافلة وخفضت من قوة النيران المكثفة المضادة للطائرات. جذبت الطائرات B-17 عددًا من المقاتلين ميتسوبيشي A6M Zero، التي هاجمتها الطائرات المرافقة P-38 البرق. انفجرت طائرة B-17 في الجو، واضطر طاقمها لاستخدام المظلات. قتل طياري المقاتلات اليابانية بعض أفراد طاقم الطائرة B-17 بالمدافع الرشاشة أثناء هبوطهم بالمظلات، وهاجموا آخرين بعد أن استقروا في الماء. لم يتم العثور على ثلاث طائرات البرق، الاتي أسقطن خمسة مقاتلين يابانيين، بعد أن قاموا بقصف طاقم الطائرة B-17. ادعى طياري الطائرات المقاتلة التابعة للحلفاء تدمير 15 طائرة Zero، بينما زعم أطقم الطائرات B-17 تدمير خمسة آخرين. بلغت الخسائر الفعلية في هذا اليوم، تدمير سبع طائرات مقاتلة يابانية وإلحاق الضرر بثلاثة أخريات. وبعد فترة وجيزة، وصلت طائرات B-25 وأطلقت قنابل تزن 500 رطل على مسافة ما بين 3000 إلى 6000 قدم، ويقال أن ذلك قد تسبب في اصطدام سفينتين يابانيتين. أسفرت الهجمات المفاجئة للطائرات المقاتلة B-17 و B-25 عن تسديد القليل من الضربات، إلا أنها تركت سفن القافلة متباعدة مما جعلها غير حصينة في مواجهة القاصفات وقاذفات القنابل. كثفت مضادات الطائرات اليابانية إطلاق النيران على القاذفات متوسطة الارتفاع، مما جعلها عرضة لتلقي هجمات قليلة الارتفاع.
اقتربت 13 طائرة Beaufighter من سرب RAAF رقم 30 من القافلة على مستوى منخفض، لإعطائها انطباعًا أنها طائرات Beaufort تقوم بهجوم ناسف. استدارت السفن لمواجهة الطائرات، ذلك الإجراء القياسي، حيث تمثل السفن هدفًا أصغر حجمًا بالنسبة لقاذفات القنابل الناسفة، مما سمح للطائرات Beaufighters لإلحاق أكبر قدر من الضرر للبنادق المضادة للطائرات الملحقة بالسفن، وجسورها وأطقمها، وذلك خلال قصف الطائرات للسفن مستخدمةً أربعة مدافع 20 ملم (0.79 بوصة) مثبتة على مقدمة الطائرة، وستة رشاشات 0,303 بوصة (7.70 ملم) محمولة على الجناح. وكان المصور داميان بارير على متن واحدة ن الطائرات Beaufighters، حيث التقط مشاهد درامية للمعركة. وبعد ذلك مباشرةً، قامت سبع طائرات B-25 من سرب القصف الحادي والسبعين التابعة لمجموعة القصف الثامنة والثلاثين بقذف قنابل من على ارتفاع حوالي 750 متر (2,460 قدم)، بينما قامت ست طائرات من سرب القصف 405 بهجوم من على ارتفاع الصاري.
كانت Shirayuki هي أول سفينة تصاب بالقصف والقنابل. وسقط الرجال الذين كانوا على الجسر جميعهم ضحايا، بما فيهم كيمورا الذي أُصيب هو الآخر. تسببت قنبلة واحدة في انفجار مخزن المدفعية مما أدى إلى انفصال مؤخرة السفينة، وغرقها بالكامل. وتم نقل طاقم السفينة Shirayuki إلى السفينة Shikinami. كما أُصيبت المدمرة Tokitsukaze وتدمرت على نحوٍ مقدَّر. وانتقل طاقمها إلى Yukikaze . أُصيبت كذلك المدمرة Arashio واصطدمت مع ناقلة الجنود Nojima، مما تسبب في تعطيلها. تُرِكت كلٍ من المدمرة وناقلة الجنود، وفيما بعد، غرقت Nojima إثر هجوم جويّ.
عادت 14 طائرة B-25 بعد ظهر ذلك اليوم، مدعين إصابة السفن 17 ضربة، أو إصابة قريبة من الهدف. وقبل ذلك الوقت، غرقت ناقلة جنود ثالثة، أو كانت تغرق خلال هذه الفترة. وبعد أن استهلكت طائرات Beaufighters وB-25 ذخائرها، انضمت إليها بعض طائرات سلاح الجو الأمريكي A-20 Havocs من فريق الهجوم الثالث. قامت طائرات B-17 من مجموعة القصف الثالثة والأربعين بإرسال خمس ضربات أخريات من على ارتفاعات أعلى. وخلال فترة ما بعد الظهر، أتبعتها هجمات أخرى من طائرات سلاح الجو الأمريكي B-25، وBostons من سرب RAAF رقم 22.
وصف غاريت ميدلبروك، مساعد الطيار في واحدة من طائرات B-25، مدى شراسة هجمات القصف، حيث قال:
لقد دخلوا وقاموا بإرسال الضربات على سفينة الجنود. ما رأيته يشبه العصيّ الصغيرة، يبلغ طولها حوالي قدم واحدة، أو شظايا تحلق بالقرب من سطح السفينة، وتطير في جميع الأنحاء، وتتلوى بجنون في الهواء، ثم تسقط في الماء. ثم أدركت أن ما كنت أشاهد لم يكونوا إلا بشر. كنت أرى المئات من اليابانيين تنسفهم المدافع الرشاشة على أسطح السفن. وكانوا يتحركون في الهواء مثلما تتحرك العصيّ في زوبعة، ثم يسقطون في الماء.
تدمرت ناقلات الجنود السبع جميعها بين احتراق وغرق على بعد حوالي 100 كم (54 NMI؛ 62 ميل) جنوب شرق Finschhafen، جنبًا إلى جنب مع المدمرات Shirayuki، Tokitsukaze وArashio. التقطت أربع مدمرات- Shikinami، و Yukikaze، و Uranami، و Asagumo- أكبر عدد ممكن من الناجين، وتراجعن إلى رابول، ترافقهن المدمرة Hatsuyuki التي حضرت من رابول لتقديم المساعدة. وفي تلك الليلة، انطلقت قوة تتكون من عشرة زوارق PT بحرية أمريكية تحت قيادة الرائد البحري باري أتكينز لمهاجمة القافلة. ارتطم زورقان بحطام السفن الغارقة، وأُجبِرا على العودة. وصلت الثمان زوارق الآخرين إلى لاي في الساعات الأولى من اليوم الرابع من مارس/آذار. رصد أتكينز جسمًا مشتعلًا، والذي اتضح بعد ذلك أنه ناقلة الجنود Oigawa Maru. أطلقت PT-143 و PT-150 القذائف لإغراق السفينة عديمة النفع. وفي الصباح، غرقت المدمرة الرابعة Asashio خلال التقاطها للناجين من Arashio، بعد أن أطلقت عليها طائرة B-17 قنبلة تزن 500 رطل (230 كجم).
نقلت المدمرات حوالي 2700 ناجيًا إلى رابول، وفي الرابع من مارس/آذار، كان حوالي ألف ناجٍ آخرين على الطوافات. ومن الثالث إلى الخامس من مارس/آذار، هاجمت الطائرات وقوارب PT سفن الإنقاذ اليابانية، كما هاجمت الناجين من السفن الغارقة، الذين كانوا على قوارب النجاة أو العائمين أو الطافين على الماء. وكان لذلك ما يبرره فيما بعد، حيث كان بإمكان الجنود الناجين سرعة التوجه إلى وجهتهم العسكرية والعودة على الفور للخدمة الفعلية، فضلًا عن اعتبار ذلك انتقامًا من الطائرات المقاتلة اليابانية التي هاجمت الناجين بعد أن سقطت قاذفة القنابل B-17. وبينما قبل العديد من أفراد الأطقم الجوية التابعة للحلفاء هذه الهجمات على أنها أمور ضرورية، فقد سئم آخرون من ذلك. وفي السادس من مارس/آذار، التقطت الغواصات اليابانية I-17 وI-26 مائة وسبعين ناجٍ. وبعد ذلك بيومين، وجدت الغواصة I-26 54 آخرين وأوصلتهم إلى الشاطئ في لاي. شق المئات منهم طريقهم إلى جزر مختلفة. وانتهت جماعة مكونة من 18 شخص إلى Kiriwina، حيث أسرتهم PT-114. ووصلت مجموعة أخرى إلى جوادالكلنال، ليقعوا في أيدي دورية أمريكية تسلبهم حياتهم.
وفي الرابع من مارس/آذار، شن اليابانيون غارة انتقامية على مطار بونا، وهو موقع قاعدة استعادها الحلفاء في يناير/كانون الثاني، على الرغم من أن الطائرات المقاتلة لم تلحق بها ضررًا كبيرًا. كتب كيني في مذكراته أن اليابانيين قد انتقموا "بعد أن سُرِقَ الحصان من الحظيرة. وكان من الجيد كون القائد الجوي أحمقًا. فقد كان من الممكن أن تجعل هذه الطائرات المائة مهمتهم عسيرة للغاية إذا كانت شاركت في معركة الثالث من مارس.
وعلى جزيرة Goodenough، وجدت دوريات أسترالية من كتيبة المشاة السابعة والأربعين، اثنين وسبعين يابانيًا وقتلتهم، واعتقلت اثنين واربعين آخرين، ووجدت تسعة قتلى على متن طوافة بين الثامن والرابع عشر من مارس/آذار 1943. قتلت دورية ثمانية يابانيين وصلوا في زورقين مسطحي القاع، حيث تم العثور على بعض الوثائق في علب مختومة. وخلال ترجمة قسم الترجمة التابع للحلفاء لبعض الوثائق، اتضح أن واحدة منهن نسخة من قائمة الجيش الياباني، بها أسماء كل الضباط اليابانيين ومناصبهم. ومن ثمُّ زودتهم بترتيبات الجيش الياباني الكاملة للمعركة، بما في ذلك العديد من الوحدات التي لم يسبق أن تم الإبلاغ عنها. وأصبح ذكر أي ضابطٍ يابانيٍ مترابطًا بالوحدة التابع لها. وقُدمَت نسخًا من الوثيقة إلى وحدات الاستخبارات في كل مواقع الحرب ضد اليابان.

## نتائج المعركة
كانت المعركة بمثابة كارثة بالنسبة لليابانيين. . حيث لم يصل إلى لاي من كامل عدد الجنود (6900) الذين كان لوجودهم في غانا الجديدة حاجة ماسة، سوى 1200 جندي. ثم أنقذت المدمرات والغواصات 2700 جندي آخر وأرجعتهم إلى رابول. وقُتل حوالي 2890 يابانيًا بين جنودٍ وبحارين. ومن الناحية الأخرى، فقد الحلفاء 13من أطقم الطائرات، قُتل منهم 10 أثناء المعركة، بينما ذهب الثلاثة الآخرون في حادث. وكان هناك كذلك ثمانية جرحى. وفقد الحلفاء طائرة واحدة B-17 وثلاث طائرات P-38 أثناء القتال، غير طائرتي B-25 وBeaufighter نتيجة لوقوع حوادث. أخطأ ماك آرثر في العدد، وأصدر بيانًا رسميًا في السابع من مارس/آذار، ليعلن عن غرق اثنتي وعشرين سفينة، من بينهن اثنتا عشر ناقلة جنود، وثلاث سفن بحرية، وسبع مدمرات، وكنّ جميعهن يحملن 12792 جنديًا. بحث مقر القوات الجوية للجيش في واشنطن العاصمة في الأمر في منتصف عام 1943، وتوصل إلى أن السفن المشاركة في المعركة لم يكونوا إلا 16 سفينة، إلا أن القيادة العامة SWPA اختارت أن تتمسك بالقصة الأصلية. وبعد انتهاء الحرب، يمكن لكيني أن يكرر الادعاء.
استخدمت القوات الجوية التابعة للحلفاء233847 طلقة ذخيرة، وأطلقت 261 قنبلة بين 500 رطل و253 ألف رطل. أصابت الأولى 19 ضربة و42 إصابة قريبة من الهدف، بينما أصابت الأخيرة 59 ضربة و39 إصابة قريبة من الهدف. أصاب 48 أو 35 بالمائة من 137 قنبلة أُطلقت من ارتفاع منخفض أهدافها، بينما لم يصب الهدف من 387 قنبلة أُطلقت من ارتفاع متوسط إلا 29 أو 7,5 بالمائة. وكانت تلك النتيجة إيجابية مقارنةً بما حدث في شهري أغسطس/آب وسبتمبر/أيلول 1942، عندما أصابت 3 بالمائة فقط من القنابل أهدافها. وقد لوحِظ أن الهجمات العالية والمتوسطة الارتفاع أصابت القليل من الأهداف، غير أنها فرقت القافلة، بينما أسقطت طائرات Beaufighter العديد من وسائل السفن المضادة للطائرات. أربك هجوم الطائرات من عدة اتجاهات وسائل الدفاع اليابانية وقهرها، مما قلل عدد الخسائر، وجعلهم أكثر دقة في تصويب القنابل. ولذلك بررت النتائج تكتيكات الهجوم من على ارتفاع الصاري، وكذلك تصاعد هجمات منسقة من عدة اتجاهات. قدّر اليابانيون أن 29 قنبلة على الأقل قد أصابت السفينة أثناء المعركة. ويعد ذلك تقدمًا رائعًا بالنسبة لمعركة ياو التي وقعت في يناير/كانون الثاني، عندما هاجمت طائرات الحلفاء قافلة يابانية تتألف من خمس مدمرات، وخمس ناقلات جنود، كانت تتحرك من رابول إلى لاي، ولكن نجحت الطائرات في إغراق ناقلة جنود واحدة، ودفع أخرى إلى الشاطئ.
ومما لا شك فيه، أن اليابان قد عانت هزيمة منكرة. وسافر رئيس أركان إيمامورا إلى المقر العام للإمبراطورية اليابانية ليقدم تقريرًا عن هذه الكارثة. غير أنه قد تقرر عدم القيام بالمزيد من المحاولات لإنزال قوات عسكرية في لاي. تسببت الخسائر التي حدثت في بحر بسمارك، في إثارة القلق البالغ بالنسبة لأمن لاي ورابول. وقد أدى ذلك إلى تغيير الاستراتيجية. وفي الخامس والعشرين من مارس/آذار، أعطت الاتفاقية المركزية المشتركة بين الجيش وسلاح البحرية في عمليات منطقة جنوب غرب، العمليات في غينيا الجديدة الأولوية على تلك الحملة في جزر سليمان. تم تخصيص شحن إضافية، ومعدات حربية، ووحدات مضادة للطائرات، للجيش الثامن عشر؛ والتي أُرسِلت إلى يواك أو خليج هانزا. وقال ضابط أركان رابول Masatake Okumiya عن الهزيمة: «كانت الخسائر التي تكبدناها في هذه المعركة خسائر خيالية. حتى أننا لم نعانِ من ضربة واحدة مماثلة أثناء القتال الوحشي في جوادالكانال. وكنا نعلم أننا لن نتمكن من تشغيل سفن الشحن أو حتى ناقلات المدمرات السريعة إلى أية جبهة على الساحل الشمالي في غينيا الجديدة، شرق يواك.»
تم تعديل تحرك الشعبة 20 إلى مادانغ في ضوء الأحداث التي وقعت في بحر بسمارك. تم تأجيل العملية لمدة يومين، وتم تغيير الوجهة من مادانغ إلى خليج هانزا في الغرب. وللحد من الخطر الجوي التابع للحلفاء، تعرض مطار الحلفاء في واو للقصف في التاسع من مارس/آذار، وكذلك مطار دوبودورا في الحادي عشر من مارس/آذار. دُمّرت ثلاث طائرات تابعة للحلفاء قبل الإقلاع، وضاعت طائرة P-40 في الجو، بينما أسقط المقاتلون التابعون للحلفاء تسع طائرات يابانية. وصلت ناقلات الجنود إلى خليج هانزا سالمةً في الثاني عشر من مارس/آذار، وأستكمل الجنود طريقهم وصولًا إلى مادانغ سيرًا على الأقدام أو في البالرجات. وهكذا شاركت الشعبة 20 في محاولة بناء الطريق من مادانغ إلي لاي خلال الوديان رومو وماركهام. وظل الجنود يكدحون على الطريق لعدة أشهر أخرى، غير أن في نهاية المطاف، باءت جهودهم بالفشل بسبب سوء الأحوال الجوية في غينيا الجديدة، والتضاريس الوعرة في نطاق فينيستير.
وُفِّرت بعض الغواصات لتوصيل الإمدادات إلى لاي، إلا أنهم لم يكن لديهم القدرة على دعم القوات بأنفسهم. وفي التاسع والعشرين من مارس/آذار، نُفذَت عملية، حيث نجحت أربع مدمرات في توصيل ثمانمائة جنديًا إلى Finschhafen، إلا أن التهديد المتزايد من الطائرات التابعة للحلفاء أدى إلى تطوير الطرق على طول ساحل غينيا الجديدة من مادانغ إلى Finschhafen، وكذلك على طول كلٍ من ساحليّ بريطانيا الجديدة الشمالي والجنوبي وحتى Finschhafen، ومن ثَمَّ إلى لاي باستخدام سفن إنزال الجيش. وبهذه الوسيلة، تمكن ما تبقى من الشعبة 51 من الوصول إلى لاي أخيرًا في مايو/أيار. تسببت ضرورة نقل الجنود والإمدادات إلى الجبهة بهذه الطريقة، في وجود صعوبات هائلة بالنسبة لمحاولات اليابانيين في وقف تقدم الحلفاء. وعقب الحرب، قدَّر ضباط يابانيون في رابول أن حوالي 20000 جنديًا قد فُقِدوا في طريقهم من رابول إلى غينيا الجديدة، وكان ذلك عاملًا مهمًا في هزيمة اليابان النهائية في حملة غينيا الجديدة.
وفي أبريل/نيسان، استخدم الأميرال إيسوروكو ياماموتو الموارد الجوية الإضافية المخصصة لرابول في عملية I-Go، وهو هجومًا جويًا يهدف إلى تصحيح الأوضاع، من خلال تدمير سفن الحلفاء وطائراتهم في غينيا الجديدة وجزر سليمان. لم تكن هذه العملية حاسمة، حيث أصبح Yamamoto نفسه ضحية لاستخبارات الحلفاء والقوة الجوية في جزر سليمان في وقت لاحق من ذلك العام.

## نظرية الألعاب
في عام 1954، كتب O. G. هايوود، الابن، مقالة في مجلة جمعية بحوث العمليات الأمريكية (Journal of the Operations Research Society of America)، حيث استُخدِمت نظرية الألعاب لصياغة صنع القرار داخل المعركة. ومنذ ذلك الحين، تم تطبيق اسم المعركة على ذلك النوع من الألعاب التي يلعبها شخصان، وتكون محصلتها صفر.